# U-139 (1918)
U-139 — германская подводная лодка времён Первой мировой войны. Головной корабль в серии из трёх подводных лодок. В составе флота с 18 мая 1918 года, командир корабля — Лотар фон Арно де ла Перьер. Названа командиром Kapitänleutnant Schwieger в честь подводника Вальтера Швигера, в 1915 году потопившего лайнер «Лузитания». За службу совершила один боевой поход, потопив четыре судна. 24 ноября 1918 года U-139 сдалась французам, позднее вошла в состав французского флота под названием Halbronn. Отправлена на слом 24 июля 1935 года.

## Атакованные цели
| Дата                 | Название            | Флаг           | Тоннаж | Итог       |
| -------------------- | ------------------- | -------------- | ------ | ---------- |
| 1 октября 1918 года  | Bylands             | Великобритания | 3309   | Потоплено  |
| 1 октября 1918 года  | Manin               | Италия         | 2691   | Потоплено  |
| 1 октября 1918 года  | HMS Perth           | Великобритания | 2502   | Повреждено |
| 2 октября 1918 года  | Rio Cavado          | Португалия     | 301    | Потоплено  |
| 14 октября 1918 года | Augusto De Castilho | Португалия     | 487    | Потоплено  |

## Бой 14 октября 1918 года
14 октября U-139 атаковала португальский пароход «Сан-Мигел» (порт. São Miguel), шедший под охраной небольшого португальского вооружённого траулера «Аугушту де Каштилью» (порт. Augusto de Castilho). Траулер вступил в бой с подводной лодкой, тем самым позволив пароходу спастись, однако сам был потоплен спустя несколько часов после начала боя.

## Комментарии
1. ↑  Для торговых судов указан тоннаж в брутто-регистровых тоннах. Для военных кораблей — водоизмещение в тоннах.